# Felix z Valois
Svatý Felix z Valois původním jménem Hugo z Vermandois (francouzsky Félix de Valois, 9. dubna 1127 – 4. listopadu 1212, Cerfroid) byl hrabě z Valois, později poustevník, kněz, spoluzakladatel řádu trinitářů, představený prvního kláštera v Cerfroid (dnešní Brumetz).

## Životopis
Felix byl synem hraběte Rudolfa z Vermandois, z rodu Kapetovců, a byl tak pravnukem francouzského krále Jindřicha. Po zemřelém otci jako prvorozený převzal hraběcí titul, roku 1160 jej předal mladšímu bratrovi a odešel do kláštera. Po studiích přijal kněžské svěcení a odebral se do ústraní hlubokých lesů na území biskupství Meaux. Zřejmě po roce 1190 se k němu připojil mladý kněz sv. Jan z Mathy. Plodem duchovních rozhovorů, které spolu vedli, bylo rozhodnutí založit společně řád žebravých mnichů, jejichž hlavním úkolem bude vykupování křesťanů z muslimského zajetí.

### Vidění jelena
Traduje se, že kdysi při společné večerní rozmluvě vystoupil proti nim z lesní houštiny jelen, který nesl mezi parožím modrobílý kříž. Vidění podobného kříže na hrudi anděla měl i sv. Jan z Mathy při své první mši. Oba světci v tom spatřovali potvrzení svého společného úmyslu pracovat pro záchranu zajatých křesťanů.

### Založení řádu
Počátkem roku 1198 cestoval Felix spolu s Jenem z Mathy do Říma. Papež Inocenc III., projevil o jejich úmysl zájem, poněvadž v nastávajícím křižáckém tažení se mu role nového řádu jevila jako velmi aktuální. Nový řád schválil a nařídil, aby nesl název Řád trinitářů (Trojičníků) či Řád Nejsvětější Trojice na vykupováni křesťanských zajatců.

### Klášter Cerfroid
Král Filip II. August povolil zavedení nového řádu ve Francii a slíbil mu svou pomoc. Pozemek pro stavbu prvního kláštera postoupil šlechtic Gauthier ze Chatillonu na místě, kde měli oba poustevníci vidění jelena. To byl počátek kláštera Cerfroid, v němž byl Felix ustanoven prvním představeným. V tomto klášteře také na podzim 1212 zemřel ve věku 85 let.